# Archer Milton Huntington
Archer Milton Huntington (né le 10 mars 1870, décédé le 11 décembre 1955) est un mécène américain.

## Biographie
Il est le fils d'Arabella Huntington (née Duval) et le beau-fils de Collis Potter Huntington, le deuxième époux de sa mère, magnat des chemins de fer et industriel. Il fut toute sa vie un passionné des arts et son nom reste connu pour ses travaux érudits dans le domaine des études hispaniques et pour la fondation de la Société hispanique d’Amérique de New York. Il fut aussi un grand bienfaiteur de l’Académie américaine des arts et des lettres et de l’American Numismatic Society qu’il convainquit de transférer son siège à côté de la Société hispanique dans le complexe consacré aux Beaux-Arts d’Audubon Terrace (en) à Washington Heights (New York). En 1932, il fonda le parc dédié à la sculpture de Brookgreen Gardens (en) en Caroline du Sud ainsi que le Mariners' Museum (en), un des plus grands musées maritimes du monde, à Newport, en Virginie, une nouvelle ville indépendante créée à la fin du XIXe siècle en grande partie grâce aux efforts de son beau-père Collis P. Huntington.

## Mariages
Archer Huntington se maria deux fois. Le 6 août 1895, il épousa Helen Manchester Gates, fille du révérend Isaac E. Gates et d’Ellen MH Gates (sœur du beau-père d’Archer). Comme sa mère, Helen était écrivain. Archer et Helen furent temporairement arrêtés et maintenus en résidence surveillée par les autorités allemandes de Nuremberg, en Bavière, au début de la Première Guerre mondiale en août 1914 : on soupçonnait Archer, représentant de l’American Geographic Society, d’être un espion. Le Secrétaire d'État William Jennings Bryan usa de la voie diplomatique pour les faire libérer. Archer et Helen n’eurent pas d'enfants et divorcèrent en 1918.
Le 10 mars 1923 Archer épousa la sculptrice Anna Hyatt avec laquelle il fonda le parc dédié à la sculpture de Brookgreen Gardens (en) en Caroline du Sud ainsi que la réserve naturelle proche de Myrtle Beach en Caroline du Sud en 1931. Les sculptures de grandes dimensions de cette artiste ornent l’Audubon Terrasse à la Hispanic Society of America de New York. Le 10 mars était à la fois son l'anniversaire et celui de son épouse. Ils appelèrent pour cette raison le 10 mars « 3 en 1 jour » et on le célèbre toujours à Atalaya et dans les Brookgreen Gardens en Caroline du Sud. Archer et Anna n’eurent pas d'enfants.